# Eustomias crucis
Eustomias crucis és una espècie de peix de la família dels estòmids i de l'ordre dels estomiformes.

## Hàbitat
És un peix marí i d'aigües subtropicals.

## Distribució geogràfica
Es troba a Xile.